# Inukjuak
Inukjuak (em inuktitut: ᐃᓄᒃᔪᐊᒃ) é uma vila nortista localizada na Baía de Hudson, na foz do Rio Innuksuak em Nunavik, na região de Nord-du-Québec do norte de Quebec, Canadá. Sua população é de 1.757 a partir do censo de 2016. Uma ortografia mais antiga é Inoucdjouac, seu antigo nome era Port Harrison.